# Vlnovec

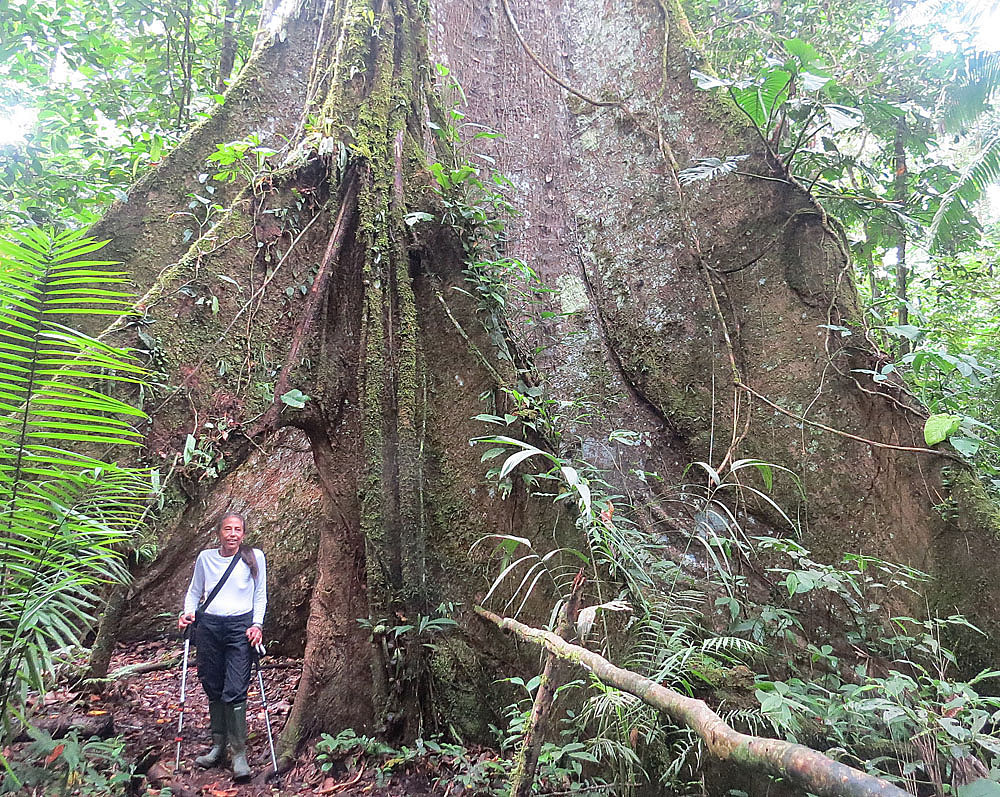
Pata kmene vlnovce pětimužného

Vlnovec (Ceiba) je rod rostlin z čeledi slézovité. Jsou to malé až velmi mohutné stromy s dlanitě složenými listy a pětičetnými květy. Plodem je tobolka se semeny obklopenými četnými vlákny. Rod zahrnuje 17 druhů a je rozšířen v tropické Americe, v menší míře i v rovníkové Africe. Vlivem lidské činnosti se některé druhy rozšířily i do tropů jiných kontinentů. Vlnovce rostou zejména v sezónně suchých lesích, v menší míře i v tropickém deštném lese. Nejznámějším druhem je vlnovec pětimužný, ikonický strom jihoamerických pralesů. Je to gigantický strom se širokou korunou, dorůstající výšky až 70 metrů. Je pěstován v tropech různých kontinentů jako zdroj rostlinných vláken, známých jako kapok. Vlnovec nádherný a příbuzné druhy s nápadnými květy se pěstují v tropech a subtropech jako okrasné dřeviny. V minulosti byly tyto druhy řazeny do rodu Chorisia, který byl spojen s rodem vlnovec.

## Popis
Vlnovce jsou opadavé stromy, dorůstající obvykle výšky od 5 do 20 metrů. Nejvyšším druhem je vlnovec pětimužný, dorůstající výšky 30 až 50, výjimečně až 70 metrů. Nejmenším druhem je naproti tomu Ceiba jasminodora z brazilské oblasti Minas Gerais, což je malý stromek dorůstající stěží výšky 2 metrů. Kmen některých zástupců je láhvovitě nebo vřetenovitě ztlustlý, u báze s velkými kořenovými náběhy. V mládí jsou kmeny a větve většiny druhů pokryté ostrými, kuželovitými ostny, které později opadávají. Větve mají charakteristický patrovitý růst. Listy jsou dlanitě složené ze 3 až 9 eliptických nebo obkopinatých lístků, lysé nebo hvězdovitě chlupaté. Lístky jsou celokrajné nebo na okraji pilovité. Na bázi i na vrcholu řapíku je pulvinus. Palisty jsou opadavé.
Květy jsou pětičetné, pravidelné až lehce dvoustranně souměrné, úžlabní nebo téměř vrcholové, jednotlivé nebo ve svazečcích, stopkaté. Některé druhy mají květy velmi nápadné. Kalich je miskovitý až zvonkovitý, vytrvalý, na vrcholu nepravidelně dvou až pětilaločný nebo uťatý. Korunní lístky jsou růžové, purpurové, žluté nebo bílé, čárkovité, obkopinaté nebo podlouhlé, hustě pokryté bílými nebo zlatavými hvězdovitými chlupy, delší než kalich, přirostlé k bázi tyčinkové trubičky. Tyčinek je 5 až 15, nitky jsou na bázi nebo kompletně celé srostlé v trubičku. Semeník je svrchní nebo polospodní, srostlý z 5 plodolistů a se stejným počtem komůrek obsahujících mnoho vajíček. Čnělka je na vrcholu kyjovitá nebo pětilaločná. Plodem je kožovitá až dřevnatá pouzdrosečná tobolka pukající 3 až 5 chlopněmi, s vytrvalým křídlatým středním sloupkem. Obsahuje mnoho semen obklopených hedvábitými vlákny. Semena jsou poměrně malá, kulovitá až vejcovitá, s tvrdým osemením.

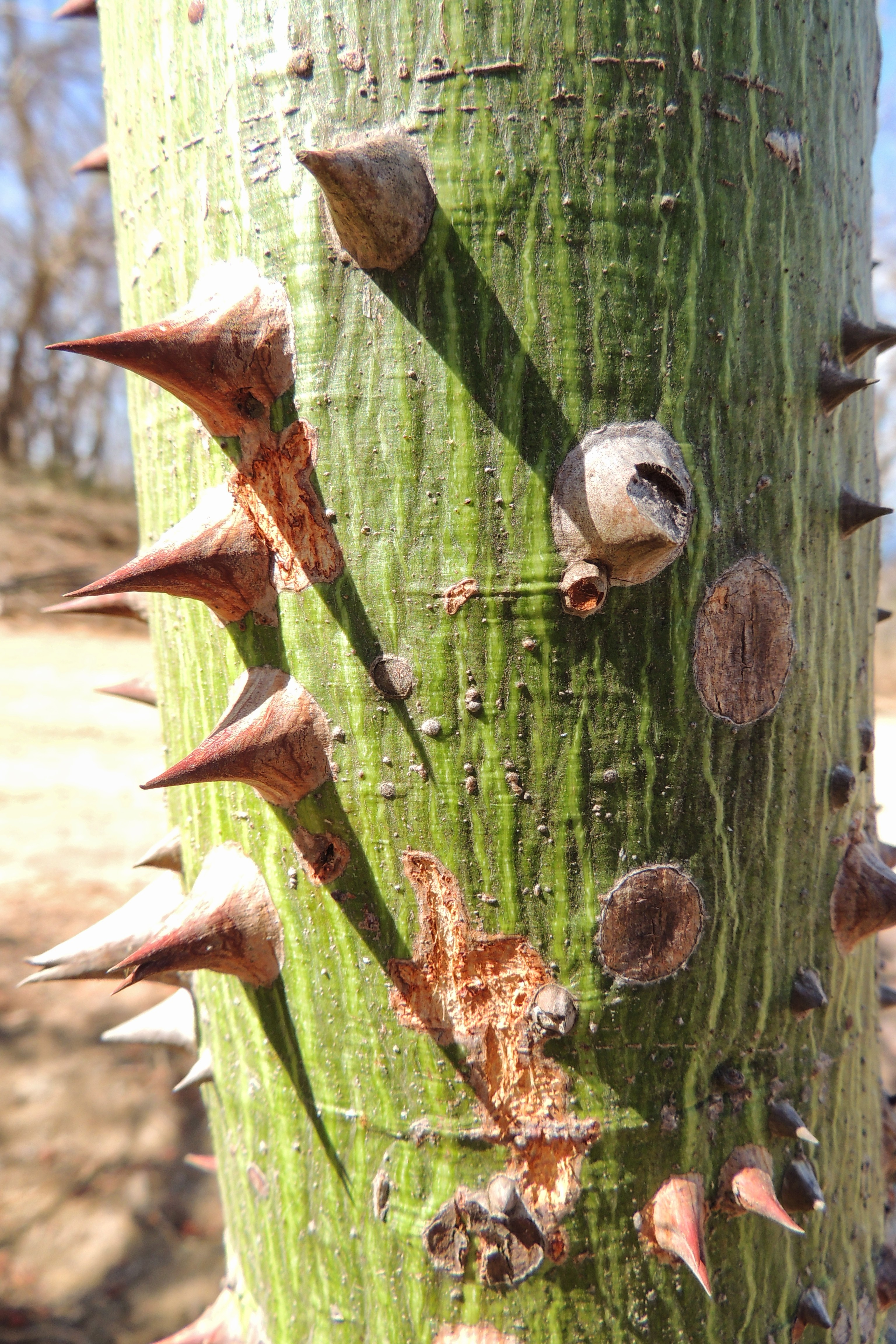
Ostny na mladém kmeni vlnovce pětimužného
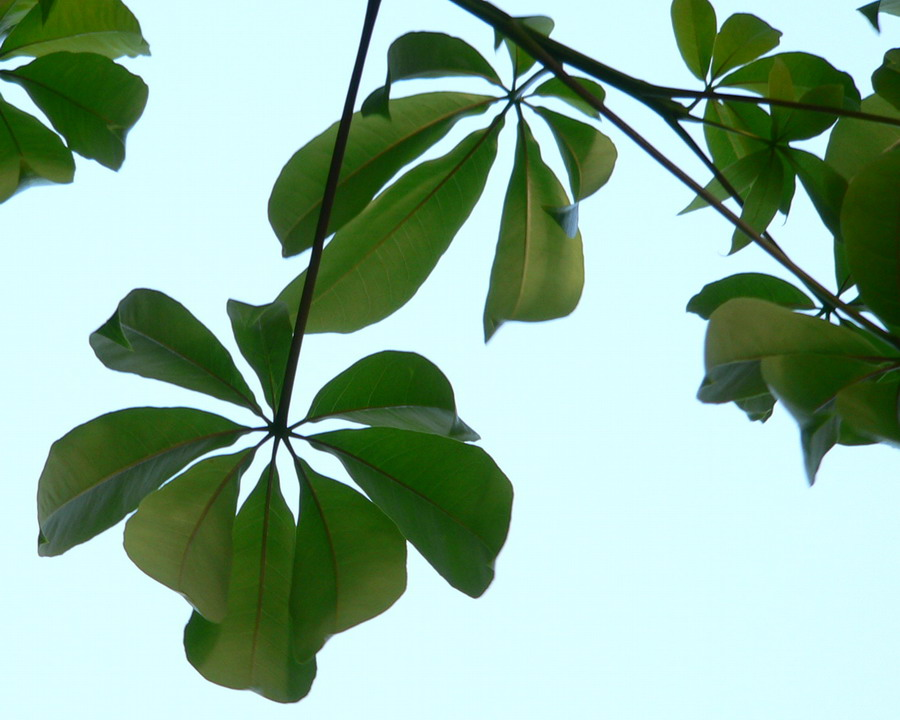
Listy vlnovce pětimužného
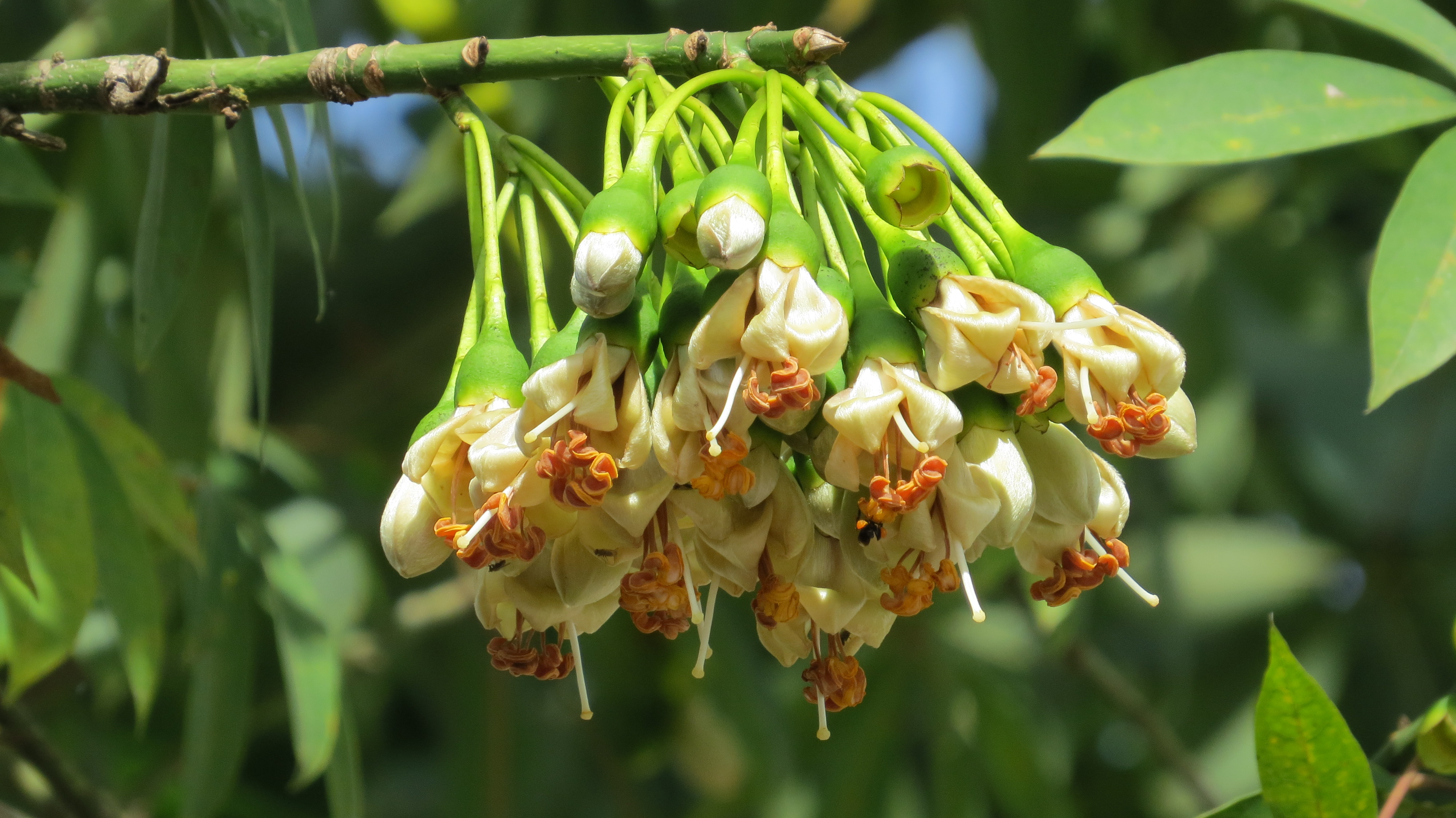
Květenství vlnovce pětimužného
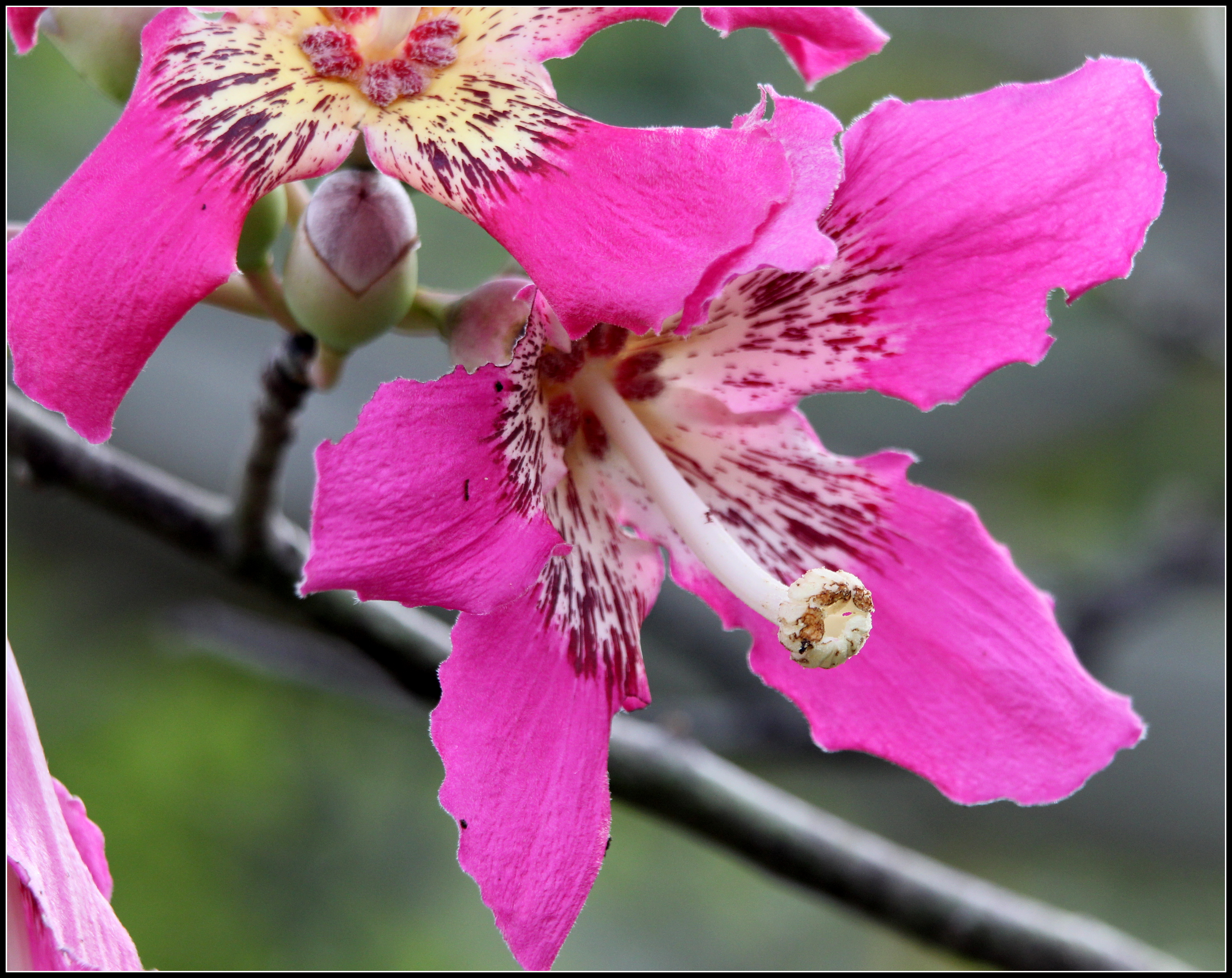
Květ vlnovce nádherného
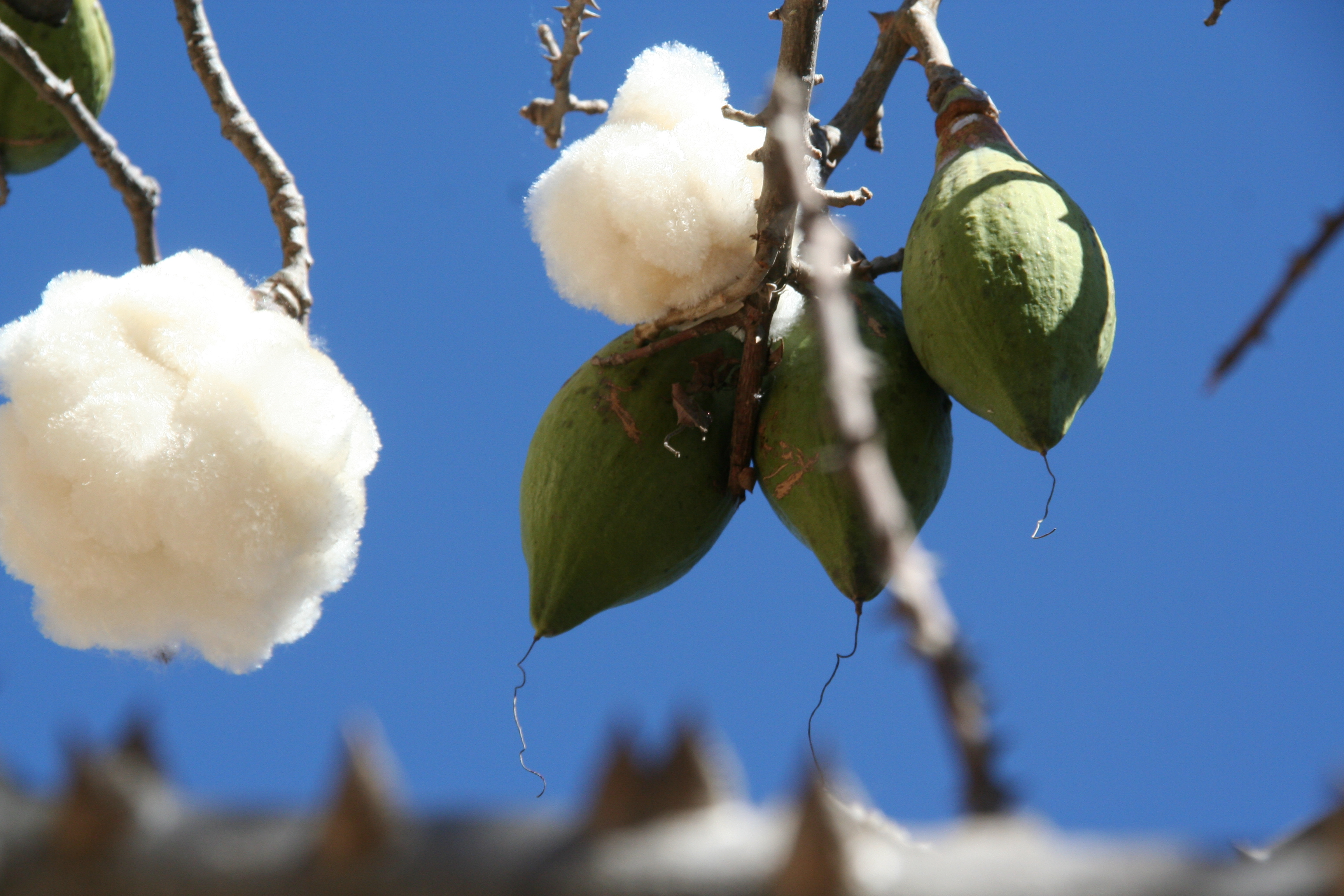
Nedozrálé a zralé plody vlnovce pětimužného

## Rozšíření
Rod vlnovec zahrnuje v současném pojetí 17 druhů. Je rozšířen v tropické Americe a rovníkové Africe. Největší počet druhů roste v Brazílii (11 druhů, z toho 6 endemických). Největší areál má vlnovec pětimužný, rozšířený od jižního Mexika po Bolívii a vyskytuje se i na Karibských ostrovech. Vlivem dálkového přenosu se vyskytuje i v rovníkové Africe, kde je rozšířen od západní Afriky na východ po Čad a na jih po Angolu. Lidskou činností byl zavlečen i do tropů jiných kontinentů a je poměrně běžný např. v jižní a jihovýchodní Asii. Také vlnovec nádherný (Ceiba speciosa, syn. Chorisia speciosa) je rozšířen na rozsáhlém území od Kostariky až po severní Argentinu.
Převážná většina druhů roste v sezónně suchých tropických lesích. Vlnovec pětimužný, vlnovec nádherný a C. samauma rostou také ve vlhkých tropických deštných lesích, vlnovec pětimužný dokonce i na zaplavovaných půdách. Všechny druhy jsou sezónně opadavé. Druh C. lupuna roste jako jediný výhradně v tropickém deštném lese.

## Ekologické interakce
Vlnovce mají rozličné způsoby opylování.
Květy vlnovce pětimužného se otevírají na noc, silně voní, obsahují hojný nektar a jsou přizpůsobené opylování netopýry. Pyl je lepkavý. V některých suchých oblastech Latinské Ameriky představují květy významný zdroj vody i potravy pro netopýry jako je vampýr dlouhojazyčný (Glossophaga soricina) nebo listonos světlý (Phyllostomus discolor). Na květech byla také pozorována drobná medvídkovitá šelma kynkažu (Potus flavus). Květy navštěvují i různé můry, které se však nepodílejí na opylování, a po rozednění i včely. Své opylovače si tento druh našel i v tropické Asii, kde květy navštěvují kaloni (zejména kaloň krátkonosý, kaloň indický a kaloň Leschenaultův). Na ostrovech Samoa, kam byl rovněž zavlečen, má tento druh jediného opylovače, kaloně tongánského (Pteropus tonganus). V některých populacích mají vlnovce pětimužné květy striktně cizosprašné, zatímco jinde probíhá i samoopylení. Netopýři opylují také květy Ceiba erianthos a některých dalších druhů. Naproti tomu květy Ceiba chodatii obsahují málo nektaru a opylují je lišajové podobně jako květy druhů C. jasminodora a C. schottii. Květy vlnovce nádherného a pravděpodobně i C. crispiflora opylují zejména denní motýli. Navštěvují je také kolibříci, jako opylovači ale v tomto případě nejsou příliš efektivní. Specializovanou vazbu s kolibříky má naopak druh C. pubiflora.
Semena vlnovců jsou obklopena dlouhými vlákny a šíří se zejména větrem. Na jejich šíření se zřejmě podílejí i papoušci.

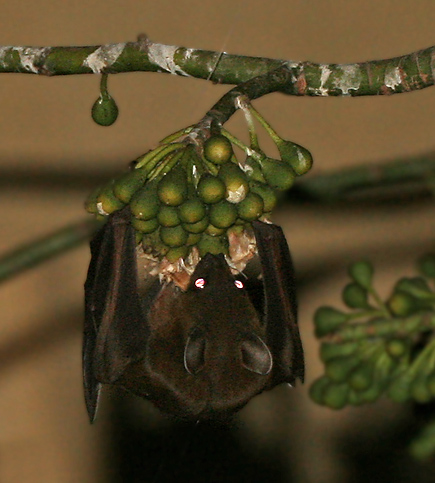
Kaloň krátkonosý na květech vlnovce pětimužného
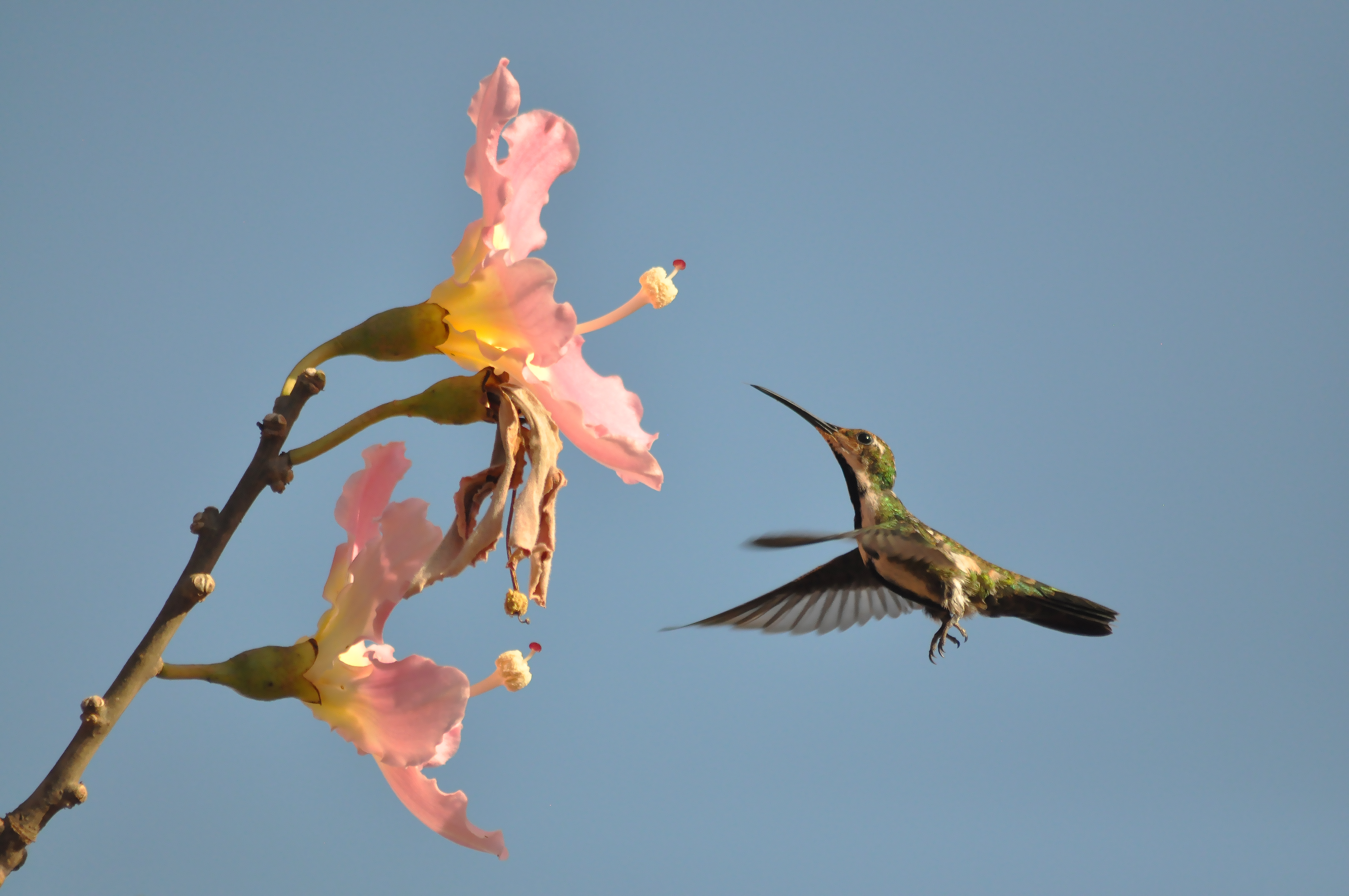
Kolibřík u květů vlnovce
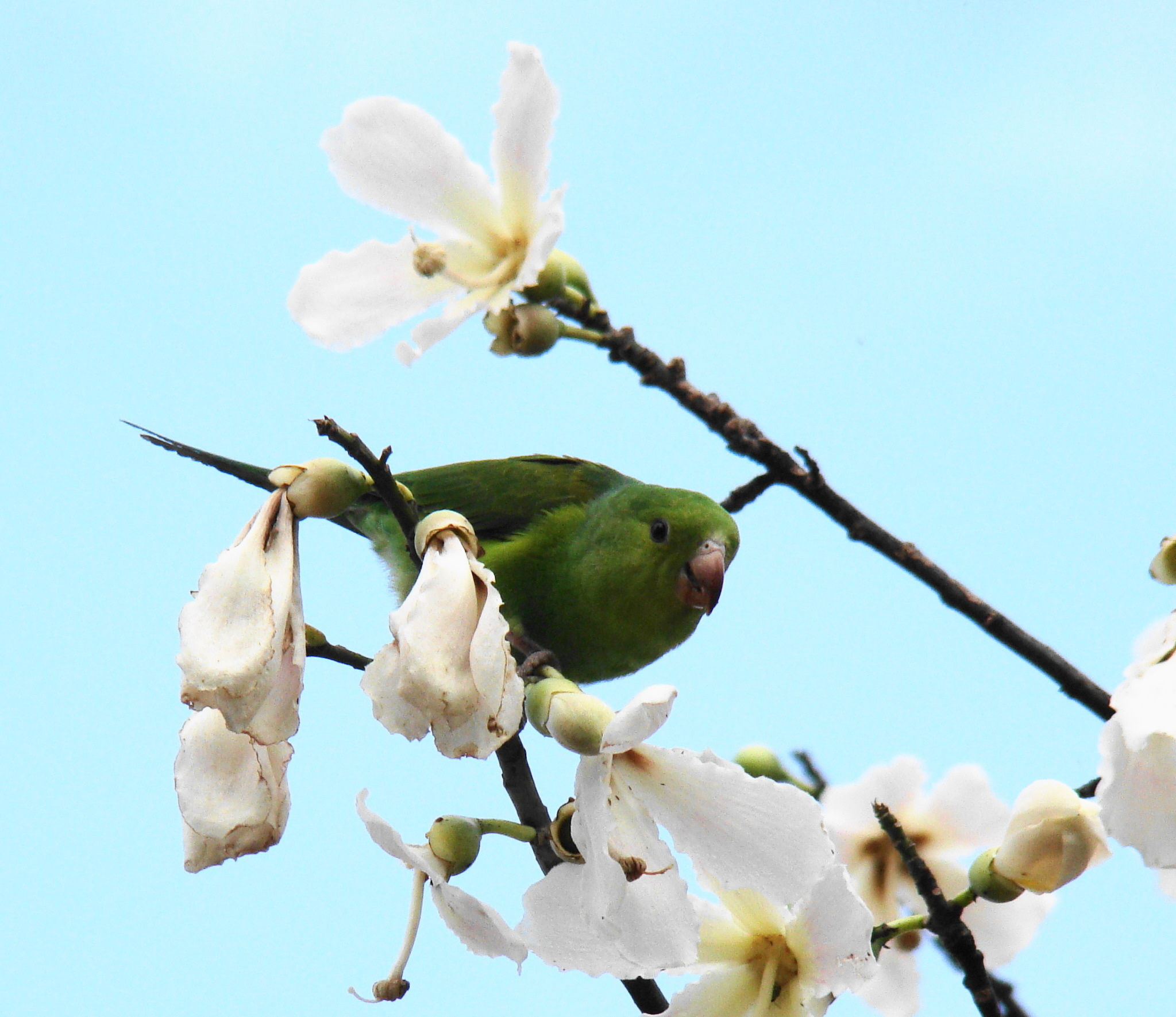
Tirika zelený (Brotogeris tirica) na květech Ceiba glaziovii
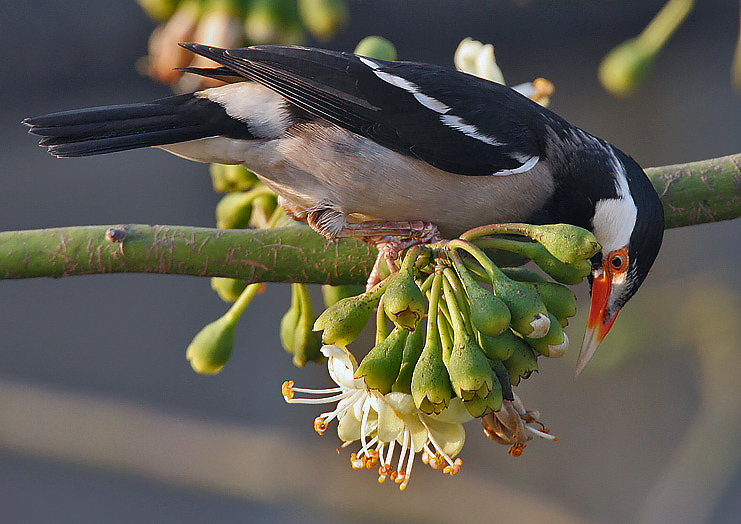
Špaček indomalajský (Sturnus contra) na květech vlnovce pětimužného v Indii

## Zajímavosti

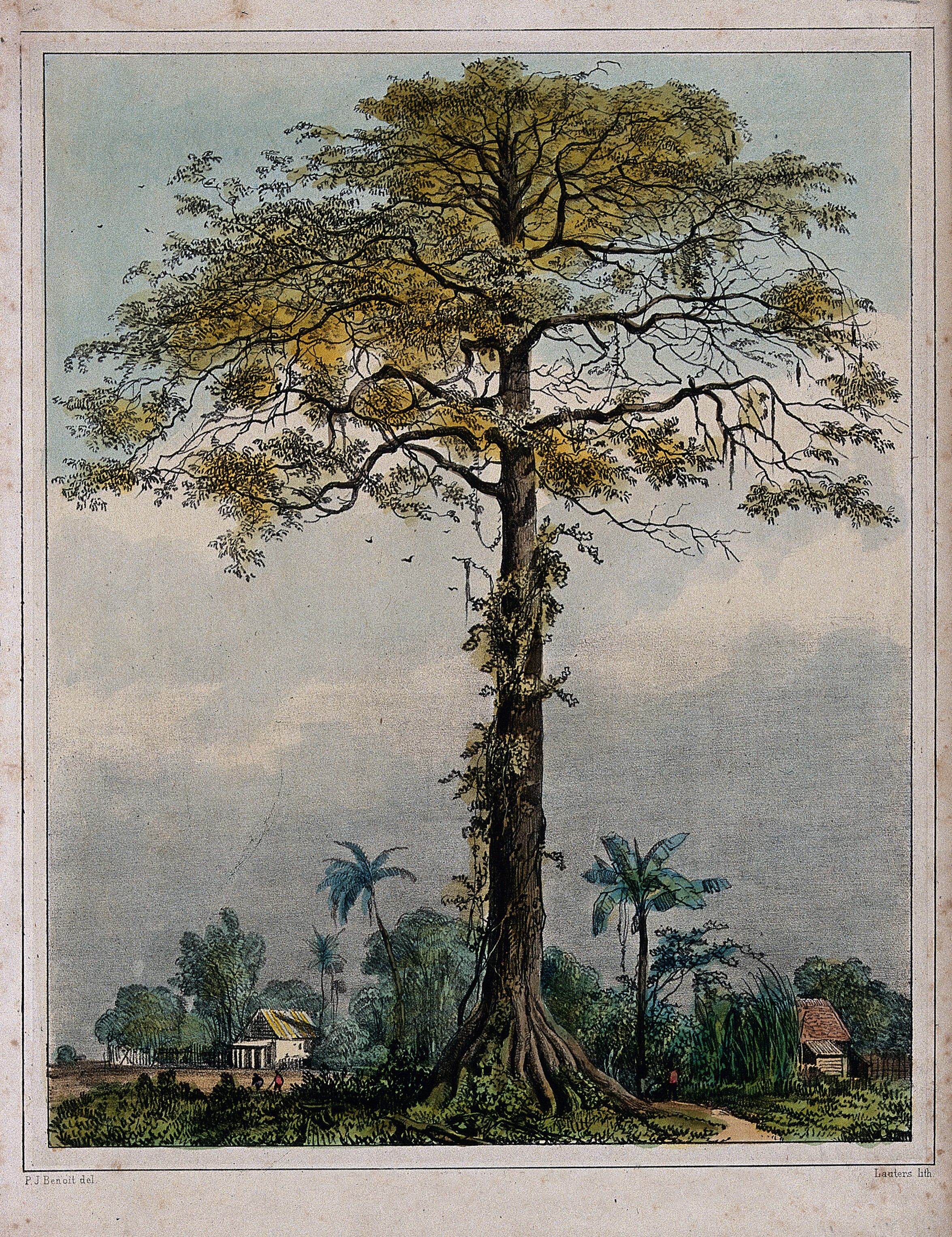
Vlnovec pětimužný na ilustraci z roku 1839

Vlnovec pětimužný je jedním z nejmohutnějších stromů Latinské Ameriky. Dorůstá běžně výšek okolo 40 až 50 metrů a má velmi širokou, polokulovitou korunu, která se vypíná nad horním korunním patrem tropického deštného lesa.
Strom hraje zásadní roli v životě četných indiánských kmenů Latinské Ameriky, kteří jej mají v úctě. Je vnímán jako 'strom života' a ve spiritualitě spojován s duchy pralesa. Je národním stromem Guatemaly. Je to posvátný strom černošských Kubánců a uctívají jej potomci Mayů.

## Taxonomie
Rod Ceiba je v rámci čeledi slézovité řazen do podčeledi Bombacoideae. V minulosti byl spolu s řadou dalších rodů řazen do čeledi Bombacaceae (cejbovité, bombaxovité), která byla v systému APG sloučena s čeledí Malvaceae. V monografii rodu Ceiba, vydané v roce 2003, je uvedeno celkem 17 druhů. Celkem 7 z nich je řazeno do skupiny velmi blízce příbuzných druhů, označované jako Ceiba insignis agg. Tyto druhy byly v minulosti řazeny do samostatného rodu Chorisia, který byl sloučen s rodem Ceiba. Základním rozlišovacím znakem těchto 2 rodů byla u Chorisia přítomnost dvoulaločných staminodií, obklopujících bázi tyčinek srostlých v trubičku.

## Zástupci
- vlnovec nádherný (Ceiba speciosa, syn. Chorisia speciosa)
- vlnovec pětimužný (Ceiba pentandra)

## Význam

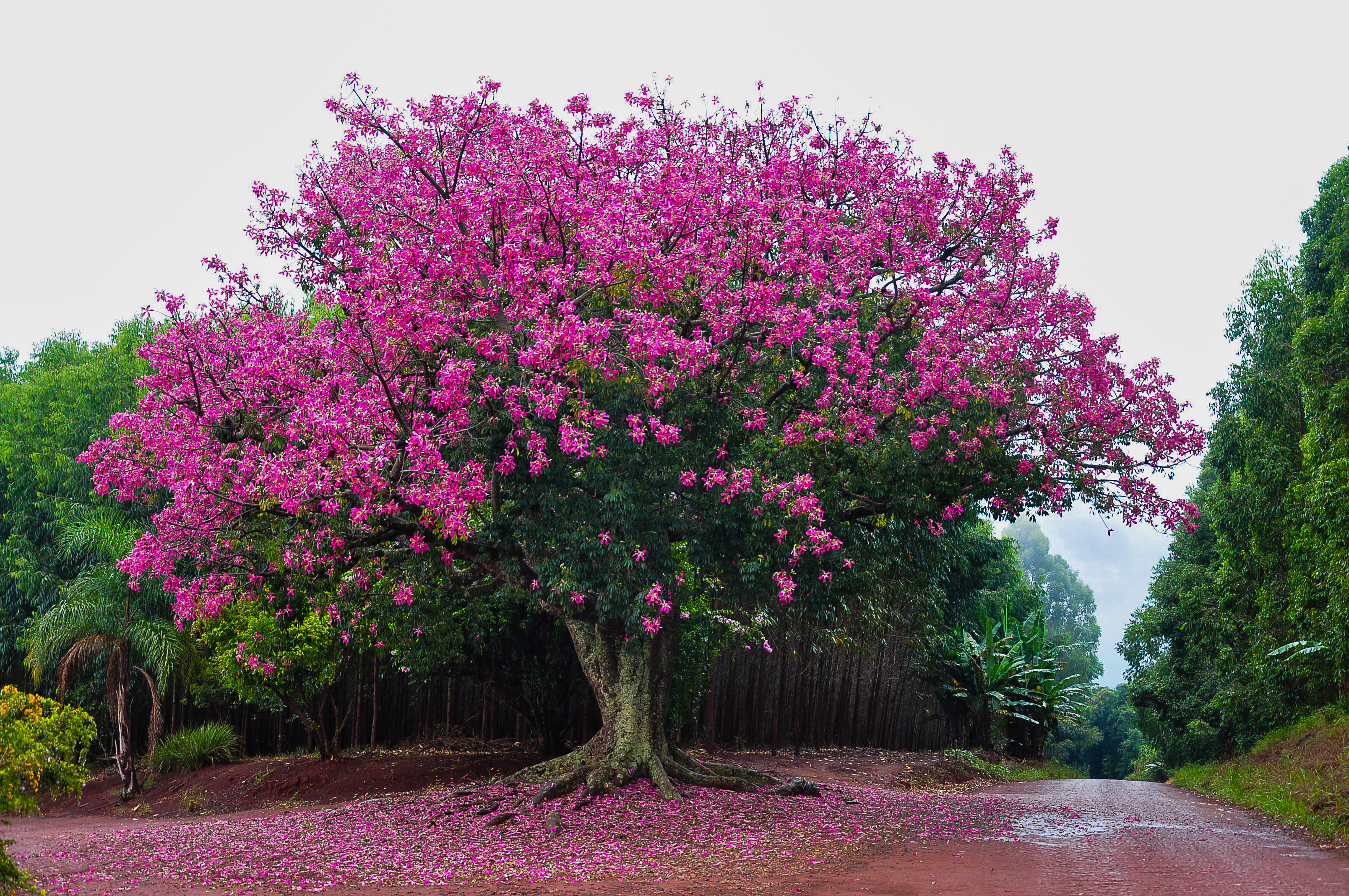
Kvetoucí vlnovec nádherný v Brazílii

Vlnovec pětimužný poskytuje rostlinná vlákna, známá jako kapok. Vlákna jsou bílá nebo nažloutlá, 10 až 40 mm dlouhá, houževnatá a odolná vůči škůdcům. Využívají se zejména jako vycpávkový a izolační materiál a někdy se spřádají s jinými vlákny, zejména s bavlnou. Strom je komerčně pěstován v Karibiku, v tropické Africe, v Asii i na Madagaskaru. Podobná vlákna poskytují i některé jiné druhy vlnovce. Vlnovec nádherný a další blízce příbuzné druhy s pohlednými květy (C. chodatii, C. crispiflora, C. insignis, C. pubiflora, C. schottii), řazené v minulosti do rodu Chorisia, jsou pěstovány v tropech a subtropech jako okrasné dřeviny. Lze se s nimi setkat i ve Středomoří. Byly též vypěstovány kulturní hybridy a kultivary.
Dřevo vlnovce pětimužného je velmi lehké (hustota 0,25 g/cm3), snadno opracovatelné. Není odolné vůči škůdcům a rozkladu. Používá se zejména na bedny a obalové materiály, lehké stavby, k výrobě lodí a dlabaných kánoí, zemědělského náčiní a podobně.
Podobné využití má i dřevo C. insignis.
Kořeny, kůra, listy a latex vlnovce pětimužného slouží v domorodé medicíně k léčení celé řady chorob. Latex se používá při výrobě slaměných klobouků proti dešti.

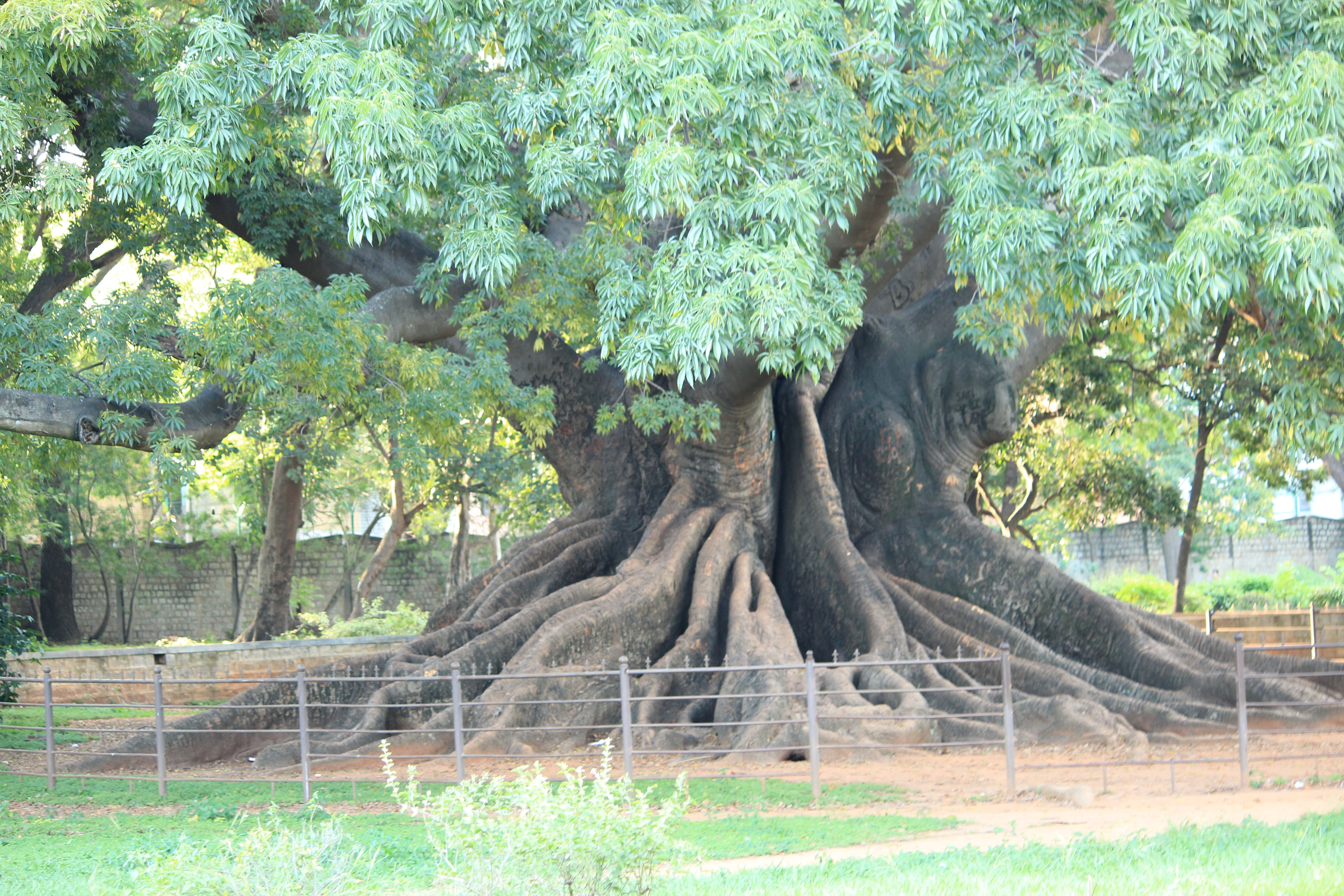
Vlnovec pětimužný v botanické zahradě v Indii
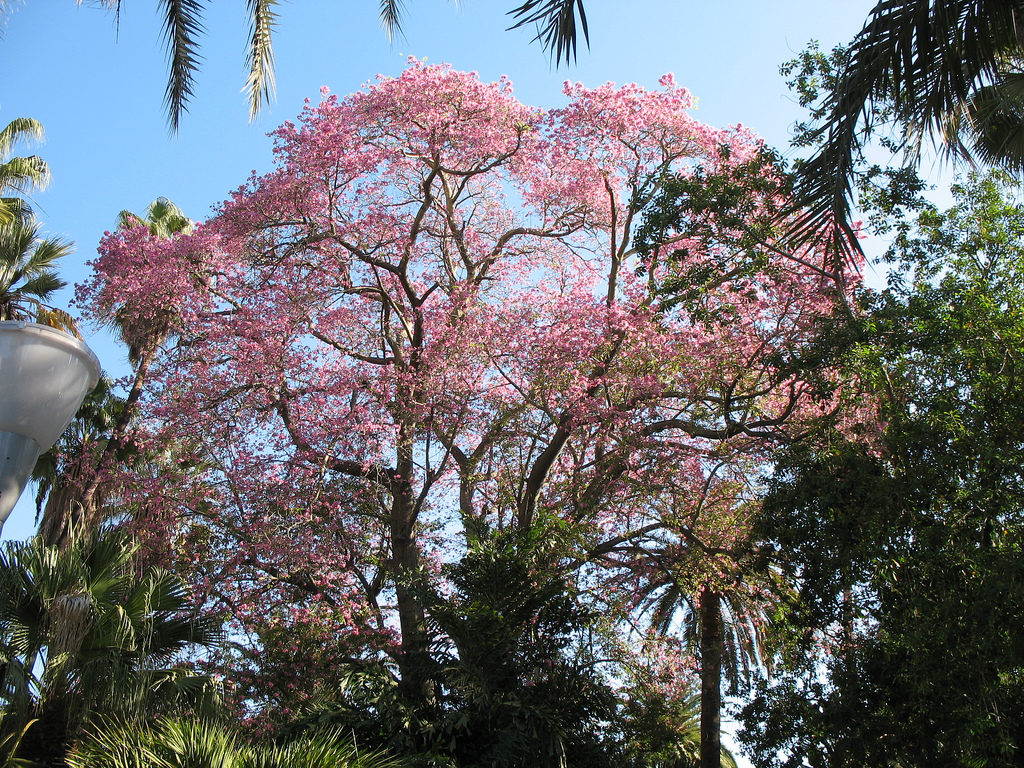
Kvetoucí Ceiba pubiflora v botanické zahradě v Málaze
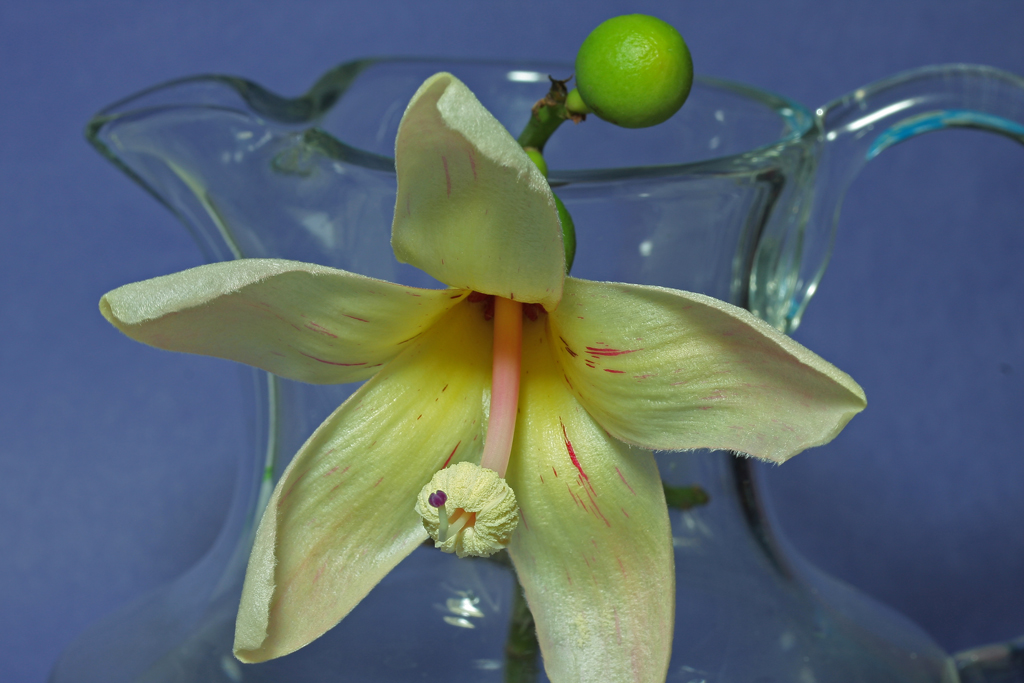
Květ křížence C. speciosa x insignis
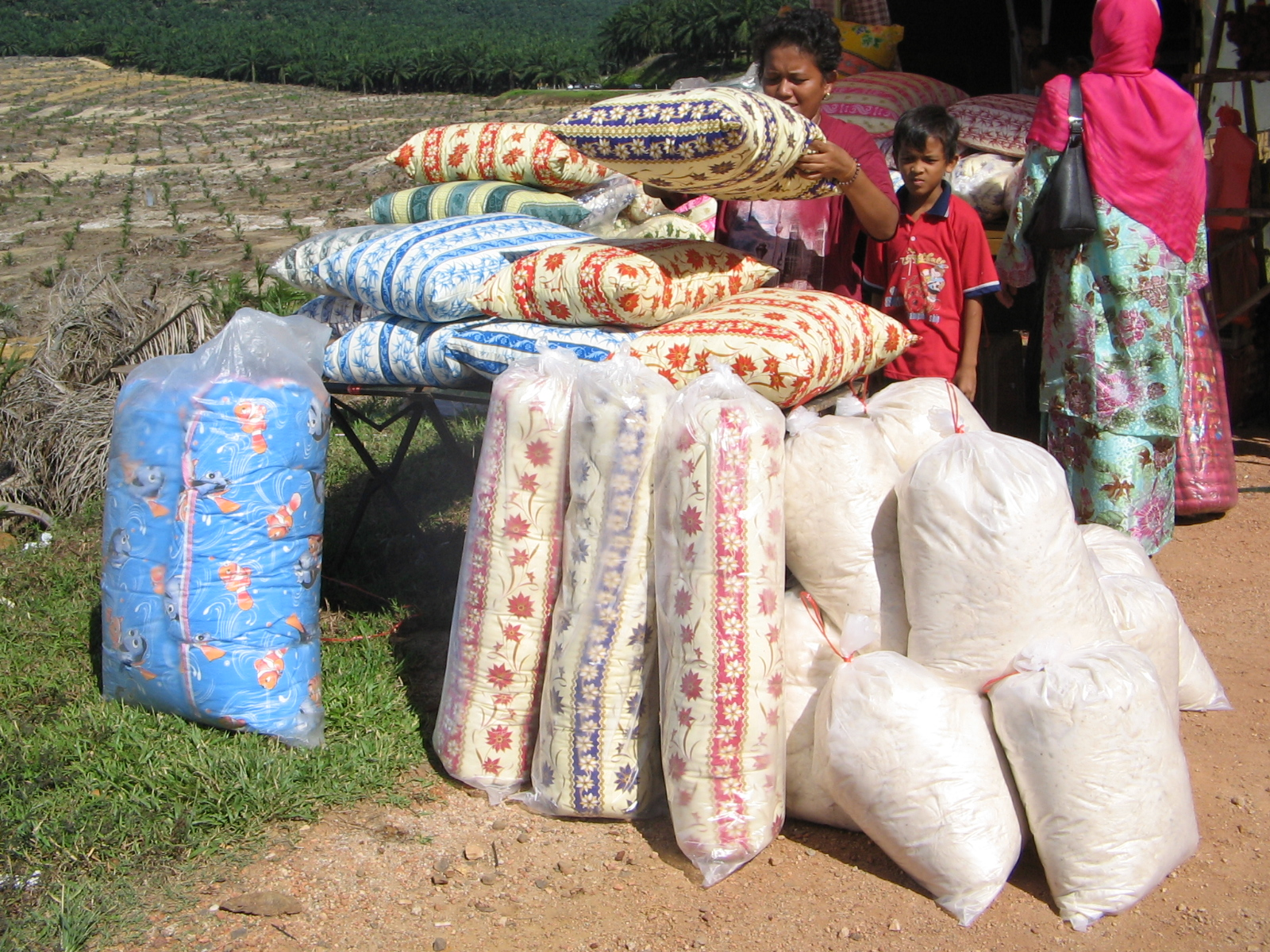
Výrobky z kapoku v Malajsii